# Титов, Павел Борисович
Павел Борисович Титов (род. 19 марта 1984, Москва) — российский предприниматель и общественный деятель. Президент и председатель совета директоров ПАО Абрау-Дюрсо. Президент общероссийской общественной организации «Деловая Россия».

## Биография
Павел Титов родился 19 марта 1984 года в Москве в семье Елены и Бориса Титовых.

### Образование
Окончил лондонскую бизнес-школу Cass по специальности «банковское дело и международные финансы».

### Банковская карьера
С 2005 года работал аналитиком департамента слияний и поглощений в инвестиционном банке Merrill Lynch.
В 2007 году Павел перешёл в один из крупнейших банков Нидерландов ABN AMRO в департамент Сapital markets. После поглощения ABN AMRO компанией Royal Bank of Scotland Group Павел Титов был назначен заместителем директора департамента структурированного финансирования и облигаций.

### Группа компаний «Абрау-Дюрсо»
В 2009 году Павел Титов ушёл из банковской сферы и стал финансовым директором и казначеем принадлежащей его отцу Борису Титову SVL Group.
В 2010 году компания «Абрау-Дюрсо» была куплена французским Шампанским домом Chateau d’Avize. В сделке принимал участие Павел Титов, ставший впоследствии главой Шампанского дома.
В 2011 году Павел Титов вошёл в совет директоров ОАО «Абрау-Дюрсо».
В 2012 году возглавил совет директоров ОАО «Абрау-Дюрсо».
В мае 2015 года группа компаний «Абрау-Дюрсо» во главе с Павлом Титовым приобрела 51 % акций группы компаний «Винодельня Ведерниковъ».
В 2015 году Павел Титов стал президентом ПАО «Абрау-Дюрсо».
Согласно исследованию Nielsen, за время его работы в «Абрау-Дюрсо» компания стала крупнейшей по выручке среди винных компаний России.
По состоянию на 2016 год «Абрау-Дюрсо» принадлежала семье Титовых. Доля Павла Титова в компании составляла 34,5 %, помимо этого он обладал правом на доверительное управление долями его отца Бориса Титова.
В 2017 году группа компаний «Абрау-Дюрсо» под управлением Павла Титова сохраняла лидерство на рынке игристых вин и шампанского. Постоянно расширяя ассортимент, «Абрау-Дюрсо» начала выпускать первое в России кошерное игристое вино, планировала вывести на рынок свой первый продукт в сегменте крепкого алкоголя — коньяк «Абрау-Дюрсо 1870».
В 2019 году капитализация ПАО «Абрау-Дюрсо» на Московской бирже составляла 13,6 млрд рублей.
За 2023 год доход группы компаний «Абрау-Дюрсо» составил рекордные 12,525 млрд рублей. EBITDA составила 2,857 млрд рублей, чистая прибыль 1,281 млрд рублей.
В 2023 году компания реализовала 56,704 млн бутылок алкогольной и безалкогольной продукции, что на 5 % больше, чем в 2022 году, из них собственного производства — 55,99 млн бутылок (на 6 % больше).

### Другая деятельность
В 2017 году Павел Титов приобрел сеть клубов боевых единоборств «Варяг».
Павел Титов стал лауреатом премии Правительства РФ в области туризма за 2018 год за проект по созданию Центра туризма Абрау-Дюрсо в Краснодарском крае. За время его руководства посещаемость Центра туризма повысилась до 500 тысяч человек в год. Были открыты две гостиницы: бутик-отель Imperial Hotel & Champagne SPA и база-отдыха «Усадьба „Круглое озеро“», работают семь ресторанов и кафе, спа-центр, оборудован собственный пляж на территории бухты Малый Лиман на Чёрном море.
В начале июня 2019 года по инициативе Павла Титова был проведён семейный байк-фестиваль Abrau Family Bike Fest, где собралось более 5000 гостей.
В апреле 2019 года Павел Титов попал в топ-100 молодых лидеров экономики России по рейтингу «Choiseul 100 Россия», составленному французским независимым аналитическим центром Институт Шуазель.

## Общественная деятельность
С 2013 года Павел Титов — член Генерального совета, а с 2019 года — президент общероссийской общественной организации «Деловая Россия». Возглавляет Комитет по работе с государственными институтами развития и мерами государственной поддержки.

## Награды
Указом Президента Российской Федерации от 18.05.2022 № 290 награжден Медалью Ордена «За заслуги перед Отечеством» II степени.

## Санкции
8 февраля 2023 года, на фоне вторжения России на Украину, внесён в санкционный список Великобритании, так как «связан с лицом, причастным к дестабилизации Украины или подрыву/угрозе территориальной целостности, суверенитету или независимости Украины». 19 мая 2023 года включен в санкционный список Канады «близких соратников режима». По аналогичным причинам находится под санкциями Украины и Австралии.

## Семья
- Отец — Борис Титов — российский бизнесмен и общественный деятель. Уполномоченный по защите прав предпринимателей в России с 2012 года.
- Мать — Елена Титова — директор Всероссийского музея декоративно-прикладного искусства в Москве[31].
- Сестра — Мария Титова — основательница бренда одежды Cocos[32][33].